# Hamburg-Hummelsbüttel
Hummelsbüttel ist ein Stadtteil von Hamburg im Bezirk Wandsbek. Hummelsbüttel gehörte bis 2008 zusammen mit Poppenbüttel, Sasel und Wellingsbüttel zum ehemaligen Ortsamtsgebiet Alstertal.

## Geographie
Hummelsbüttel grenzt im Westen an Langenhorn und Fuhlsbüttel, im Norden an Norderstedt und im Osten an Poppenbüttel. Die Südgrenze wird durch die Alster gebildet.

## Geschichte
Das Dorf Hummelsbüttel wurde urkundlich 1319 als Humersbotle erstmals erwähnt. Der Ortsname deutet auf einen früheren Bestand, da die Nachsilbe -büttel auf eine sächsische Gründung verweist. So wird ein gewisser hier ansässiger Hunmar – ein Name, der erstmals im 8. Jahrhundert erwähnt wird – als Namensgeber angenommen. Für die Mitte des 13. Jahrhunderts sind Handelsgeschäfte mit Korn belegt. Ein Lambertus de Hummersbutle wird 1253 und 1266 erwähnt. Das Geschlecht der Ritter von Hummelsbüttel gehörte im 14. Jahrhundert zu den mächtigsten Rittern in Holstein. Von seiner Burg in Stegen aus kontrollierte Johann von Hummersbuttel den Verkehr auf der Alster und überfiel Hamburger Kaufleute. 1346 gehörte er zu den Rittern, die sich gegen die Grafen von Schauenburg und Holstein erhoben. 1349 verlor er Hummelsbüttel an die Grafen, die das Dorf vom 14. bis zum 16. Jahrhundert dem Kloster Harvestehude überließen.
Mit der Reformation und der Auflösung des Klosters kam Hummelsbüttel 1528 an die Grafschaft Holstein-Pinneberg. Als die Grafen 1640 ausstarben, fiel das Dorf mit der Pinneberger Herrschaft an Dänemark, gehörte aber bis zum Gottorper Vergleich von 1768 zum Hamburger Kirchspiel Eppendorf. Seit dem 17. Jahrhundert wandelte sich Hummelsbüttel durch die Ansiedlung von Ziegeleien, die den gesteigerten Bedarf des nahen Hamburg befriedigten, weg vom reinen Bauerndorf.

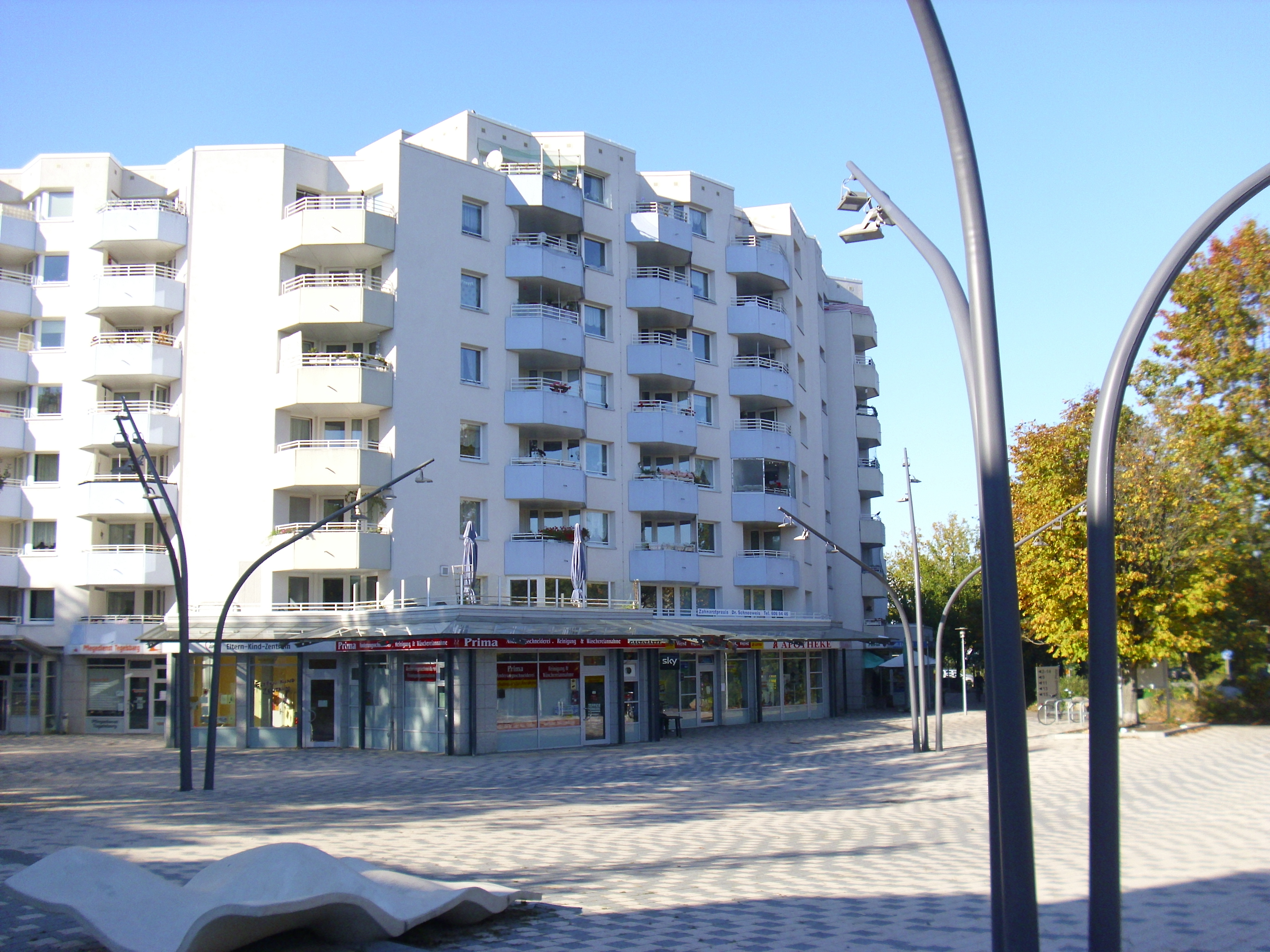
Großsiedlung Tegelsbarg: Norbert-Schmid-Platz

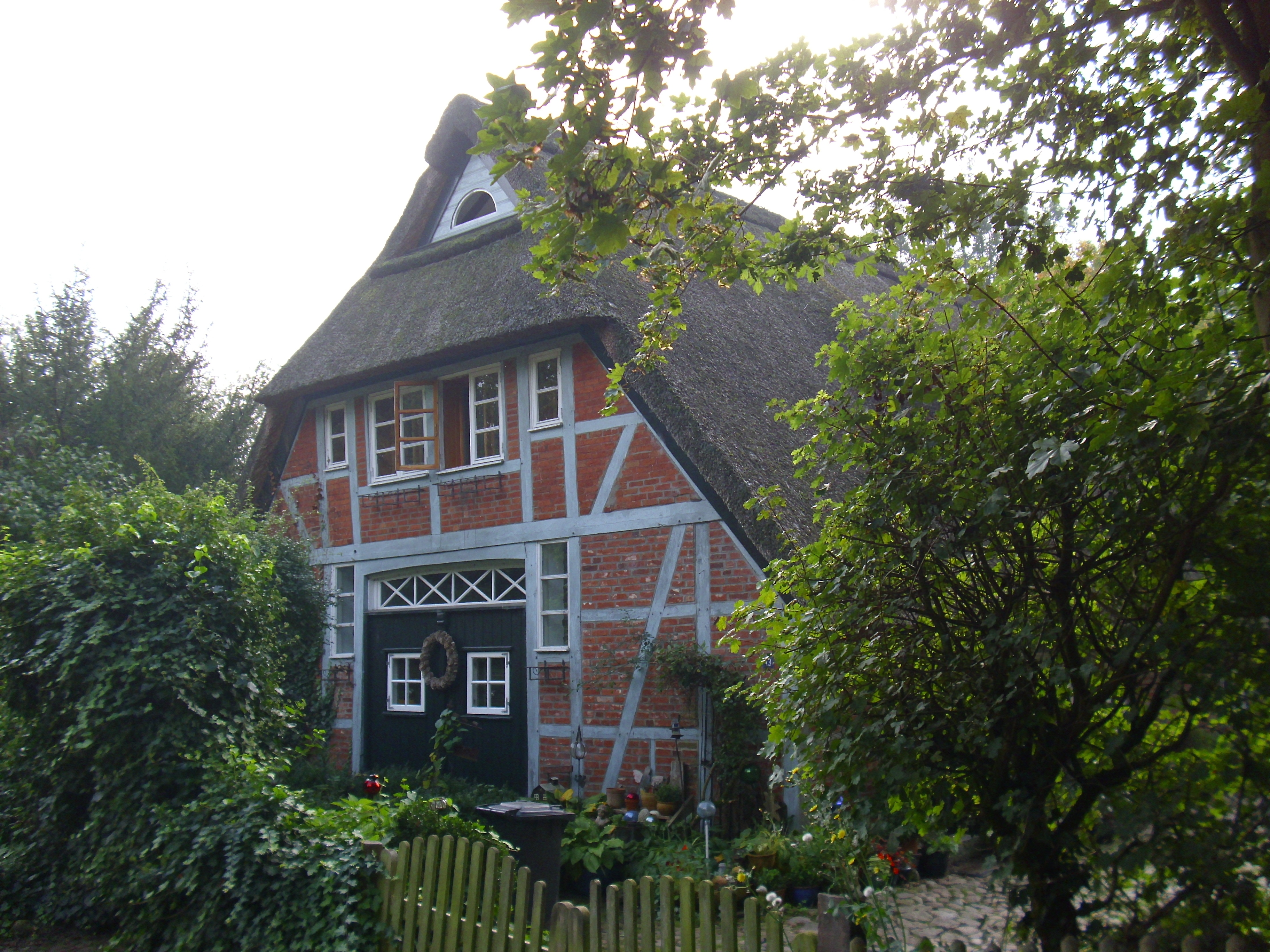
Das letzte Reetdachhaus in Hummelsbüttel

1841 wurde (am heutigen Grützmühlenweg) eine Grützmühle erbaut, die ihren Betrieb bereits 1862 wieder einstellte. Das Gebäude wurde 1962 abgebrochen und im Museumsdorf Volksdorf wieder aufgebaut. Mit der Annexion Schleswig-Holsteins durch Preußen 1867 wurde Hummelsbüttel in den neugebildeten Kreis Stormarn eingegliedert. Die Einführung der preußischen Kommunalverfassung 1889 ordnete es dem Amtsbezirk Poppenbüttel zu. 1937 wurde es aufgrund des Groß-Hamburg-Gesetzes an Hamburg angeschlossen.
Seit den 1950er Jahren erlebte Hummelsbüttel eine völlige Veränderung seiner bislang dörflichen Struktur, besonders durch den Bau der Großsiedlungen Lentersweg und Tegelsbarg in den 1970er Jahren (teilweise auf Poppenbütteler Gemarkung gelegen). Die letzte Dampfziegelei stellte ihren Betrieb 1968 ein. Seit dem Bau der Hochhäuser im ehemaligen Ortskern, der nun Hummelsbüttler Markt heißt, obwohl es in Hummelsbüttel nie einen Markt gegeben hat, ist kaum noch erkennbar, dass es sich um ein echtes Bauerndorf gehandelt hat. Die Vernichtung zweier markanter, althummelsbüttler Gebäude durch Brände trug dazu bei. Das eine Gebäude war ein sehr langgestrecktes Reetdachhaus, am alten Dorfplatz gelegen, in dem sich der Dorfgasthof befunden hatte. Das andere war das älteste Haus Hummelsbüttels von 1672, ebenfalls mit Reetdach. Heute existiert nur noch ein Reetdachhaus in Hummelsbüttel, die ehemalige Schusterkate im Grützmühlenweg.
Sehr markant sind bis heute die erhaltenen Grenzsteine aus dänischer Zeit. In den Straßen Gnadenbergweg, Kurzer Kamp, Hummelsbütteler Kirchenweg, Heisterkamp, Ohkamp und entlang des Raakmoorgrabens sind die bis ca. 1,20 Meter hohen Granitstelen mit dänischem Königswappen zu sehen. Insgesamt 30 Steine aus der Zeit zwischen 1783 und 1862 sind erhalten (→Liste). Sie markieren die ehemalige Grenze zwischen der vom dänischen König in Personalunion als Herzog von Holstein regierten Herrschaft Pinneberg, zu der Hummelsbüttel gehörte und der Hansestadt Hamburg mit ihren Landgemeinden Fuhlsbüttel und Langenhorn.

### Historische Orte
- Auf dem Gelände des heutigen Stadtteils Hummelsbüttel gab es mehrere Steinzeitgräber. Auf dem Schulgelände der Stadtteilschule Poppenbüttel am Poppenbüttler Stieg befindet sich ein hierhin verlagertes denkmalgeschütztes prähistorisches Steingrab.[3][4]

## Bildergalerie

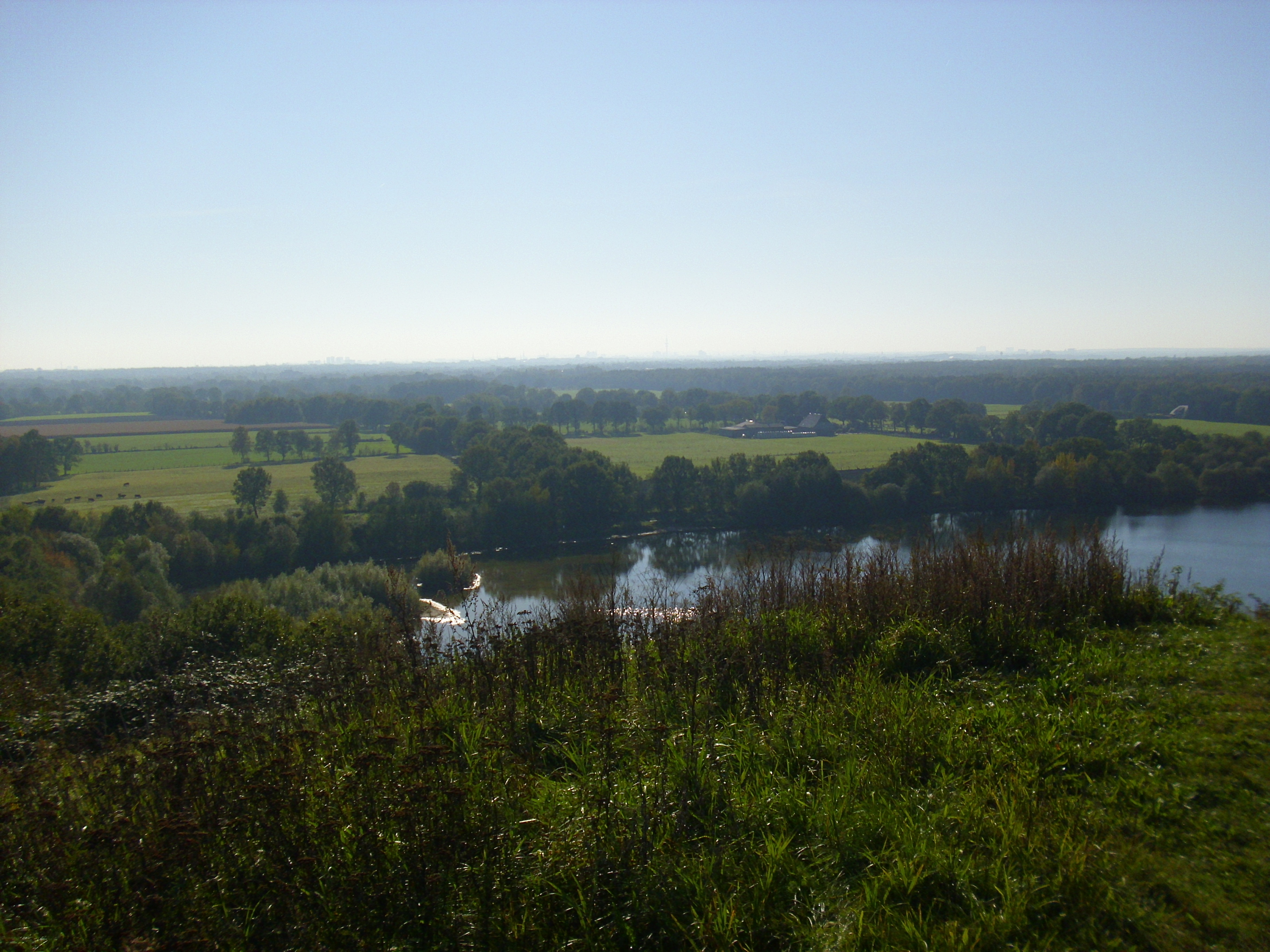
Blick vom Müllberg auf die Hummelsbütteler Feldmark und den Hummelsee
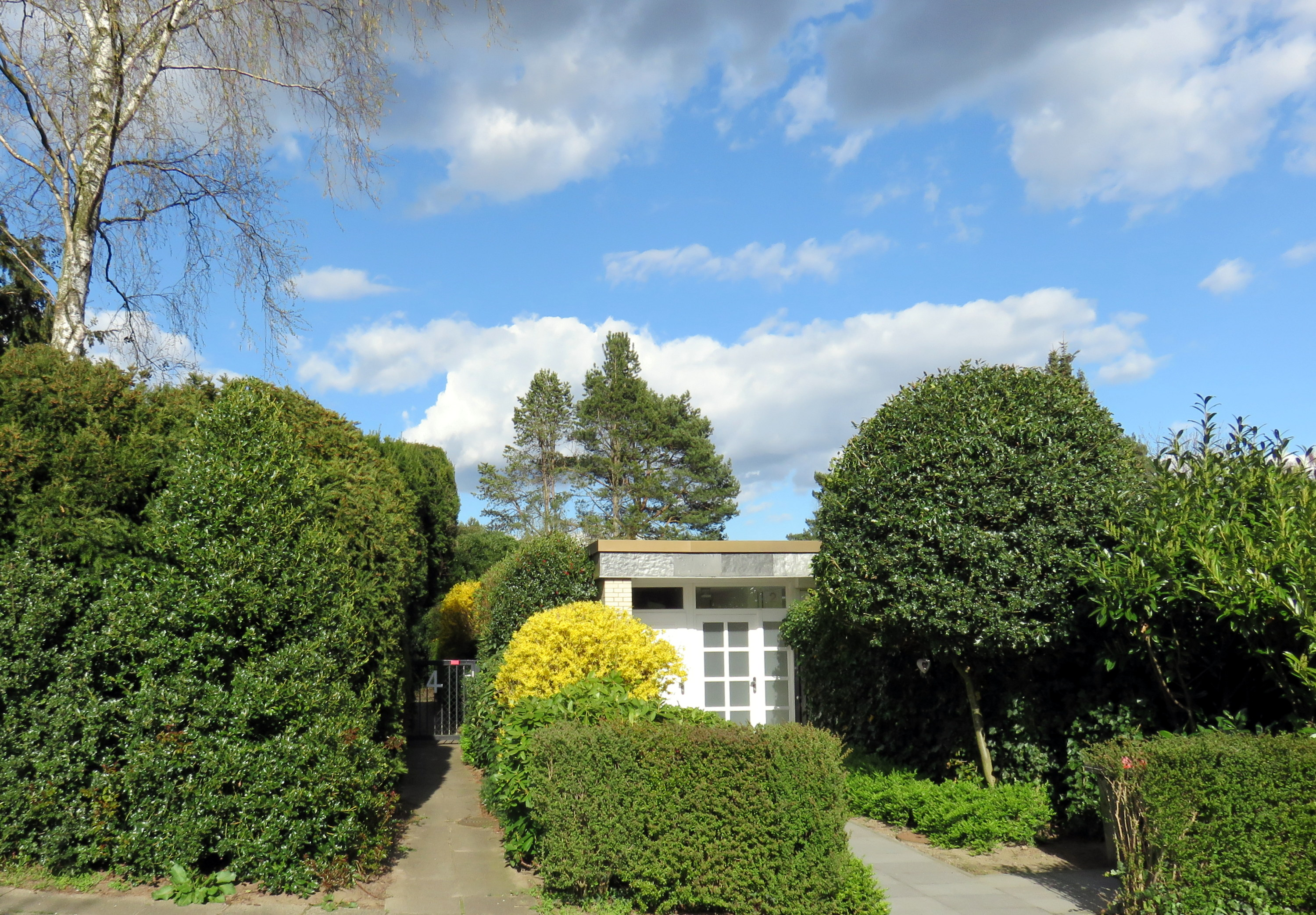
Flachdachbungalows als Teile des Ensembles „Parkstadt Hummelsbüttel“ (Baudenkmal)
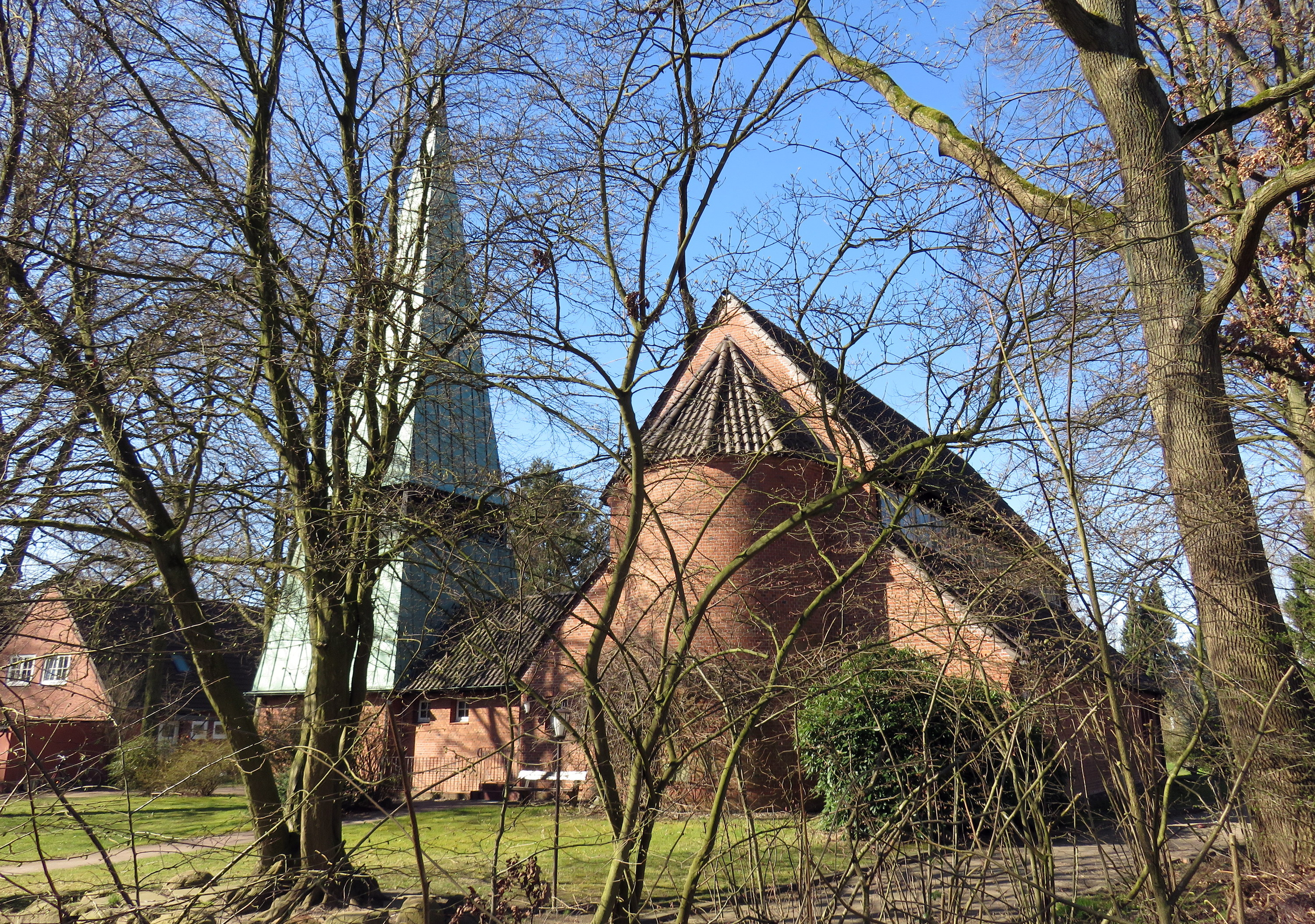
Christophorus-Kirche Poppenbüttler Stieg 25, links das Pastorat (Baudenkmal)
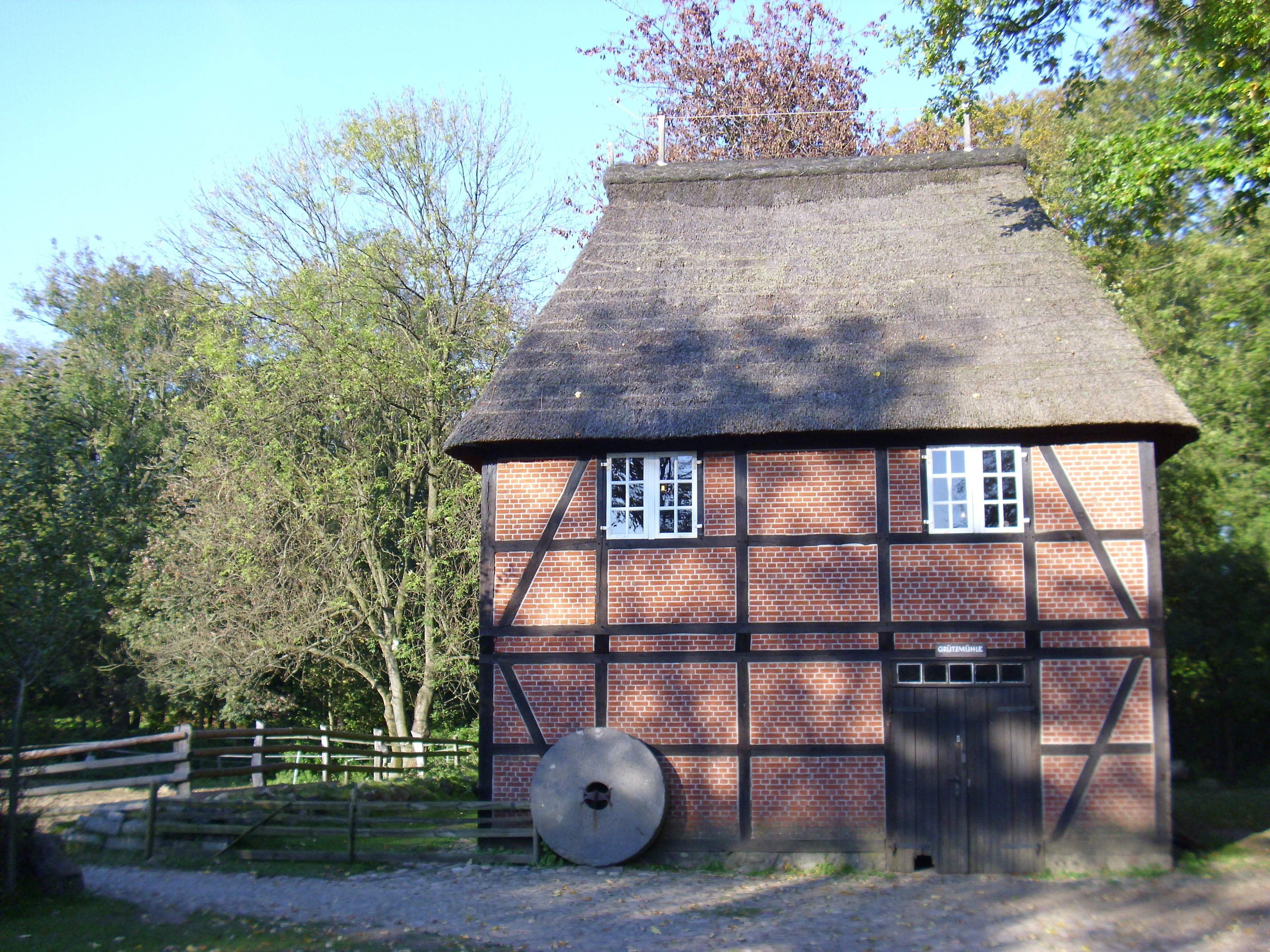
Grützmühle, stand bis 1962 in Hummelsbüttel, heute im Museumsdorf Hamburg-Volksdorf
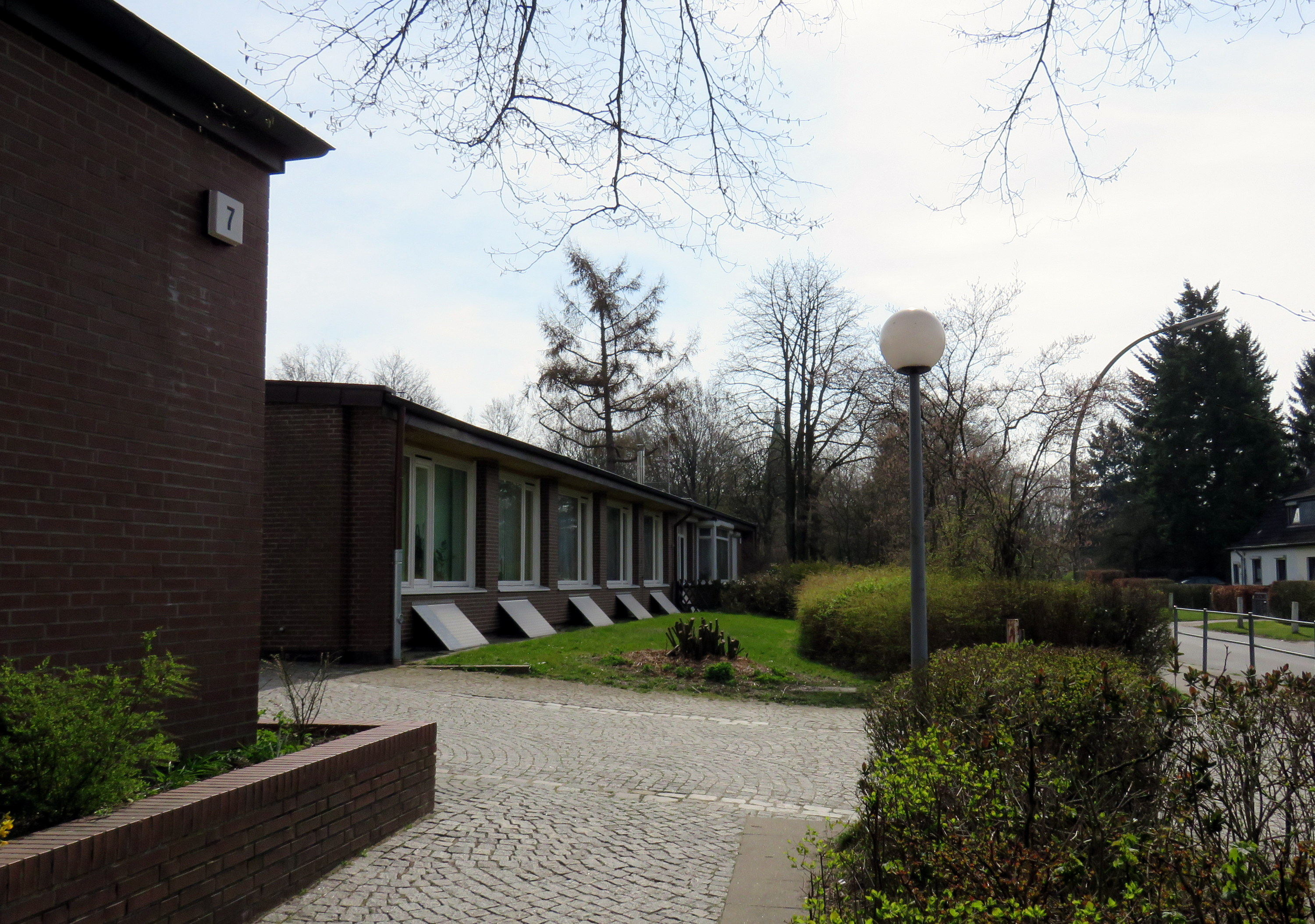
Schule Poppenbüttler Stieg, ehemals Haupt und Realschule, jetzt als dritter Standort der Stadtteilschule Poppenbüttel (Hintergrund der Turm der Christophoruskirche)
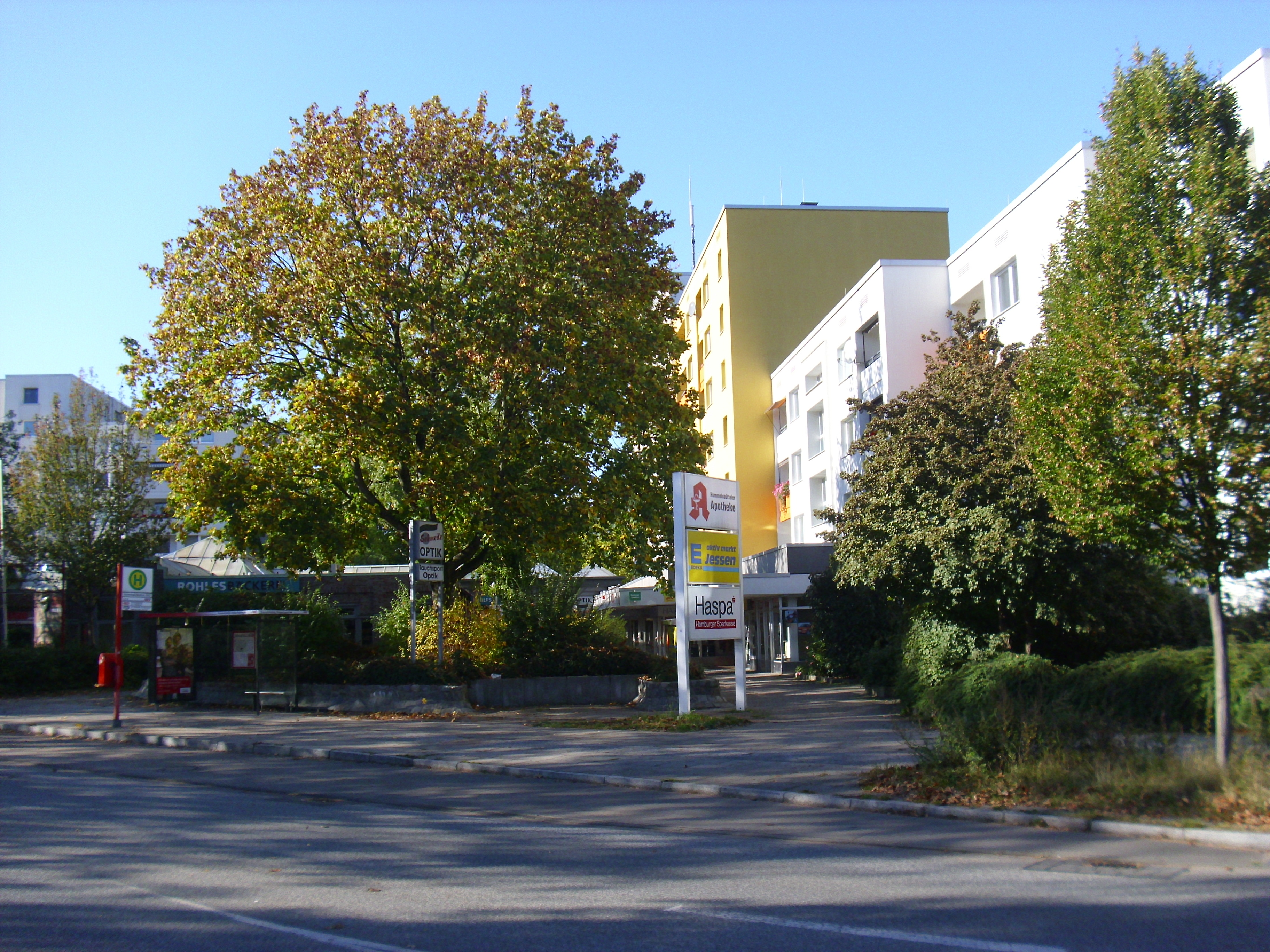
Blick vom Hummelsbütteler Weg nach Westen auf das Einkaufszentrum Hummelsbütteler Markt
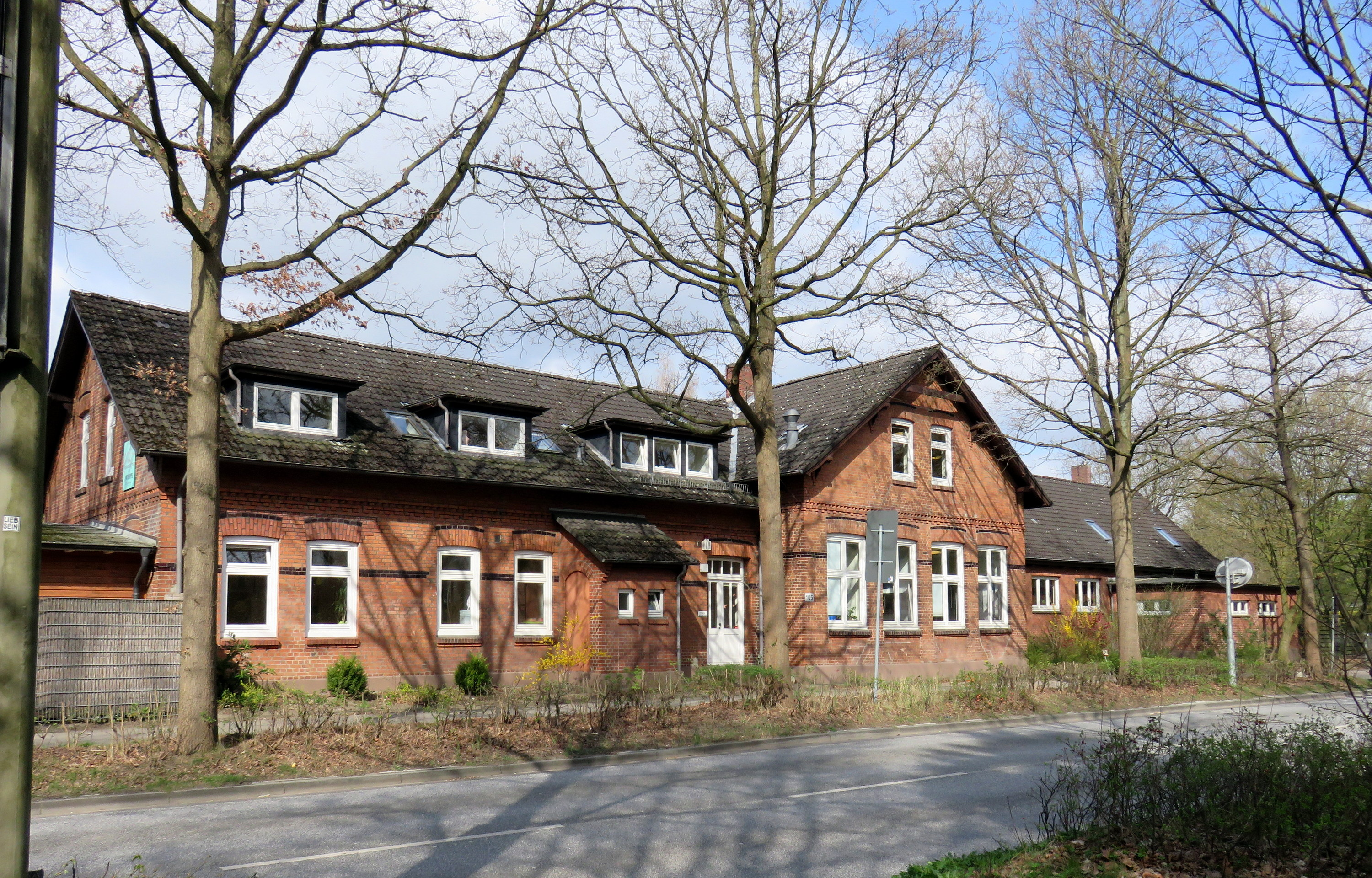
Ehemaliges Schulgebäude (jetzt Kindertagesstätte) Hummelsbüttler Hauptstraße 105 (Baudenkmal)
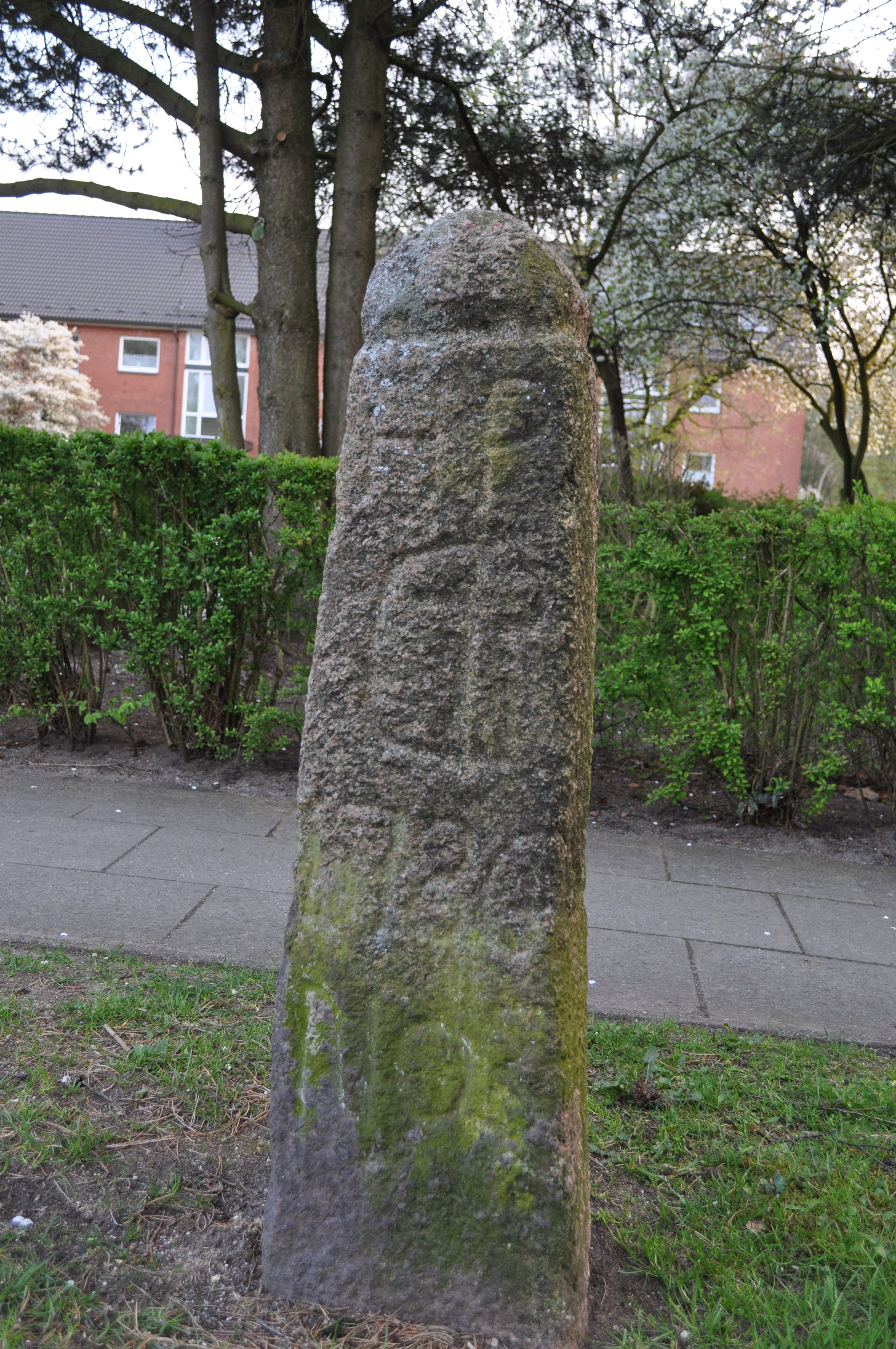
Grenzstein Nr. 3 des ehemals zur Herrschaft Pinneberg gehörenden Dorfes Hummelsbüttel, heute an der Grenze der Stadtteile Hummelsbüttel und Fuhlsbüttel Inschrift: HP/C7/1786/No 3
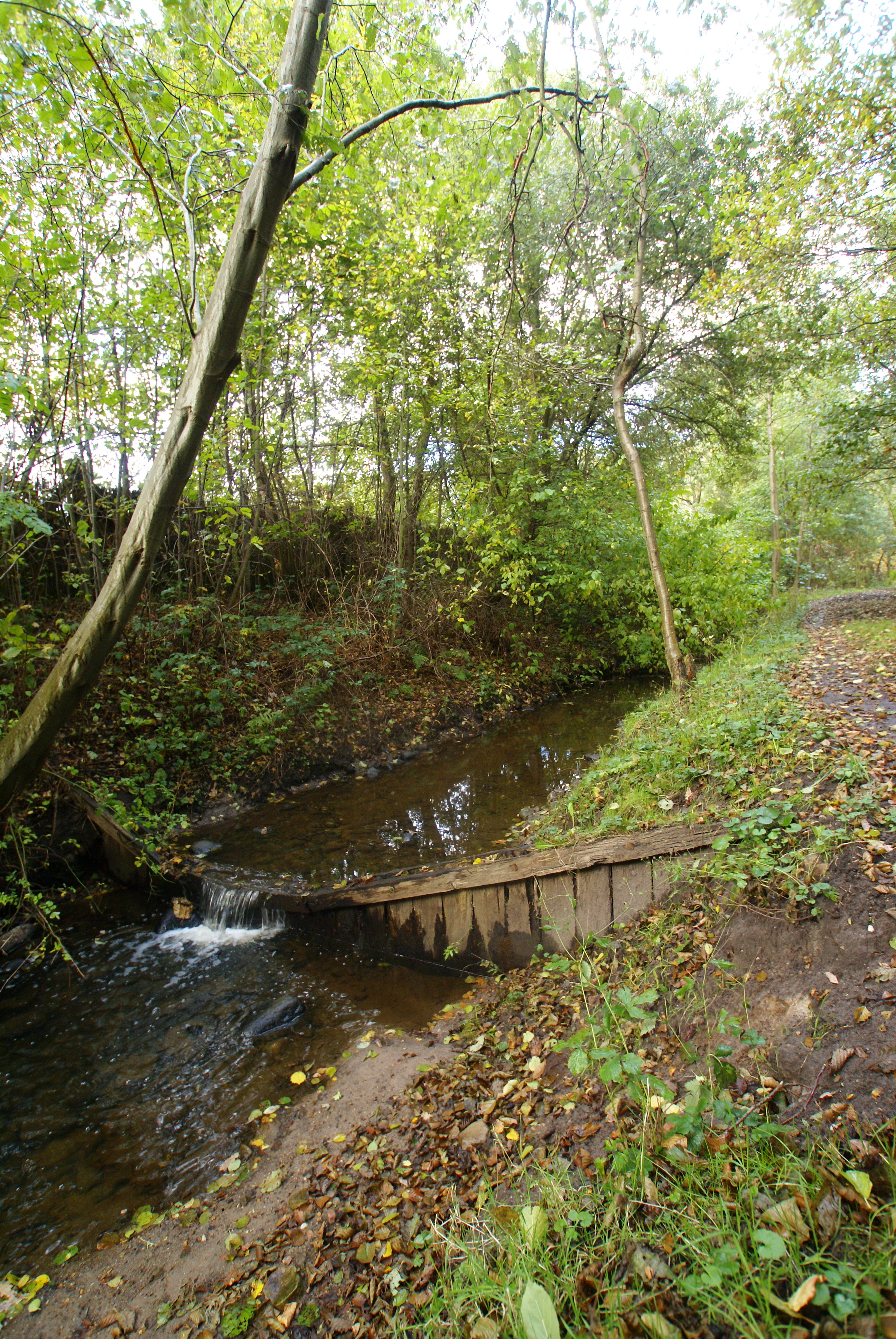
Die Susebek, Nebenfluss der Alster, entspringt der Feldmark
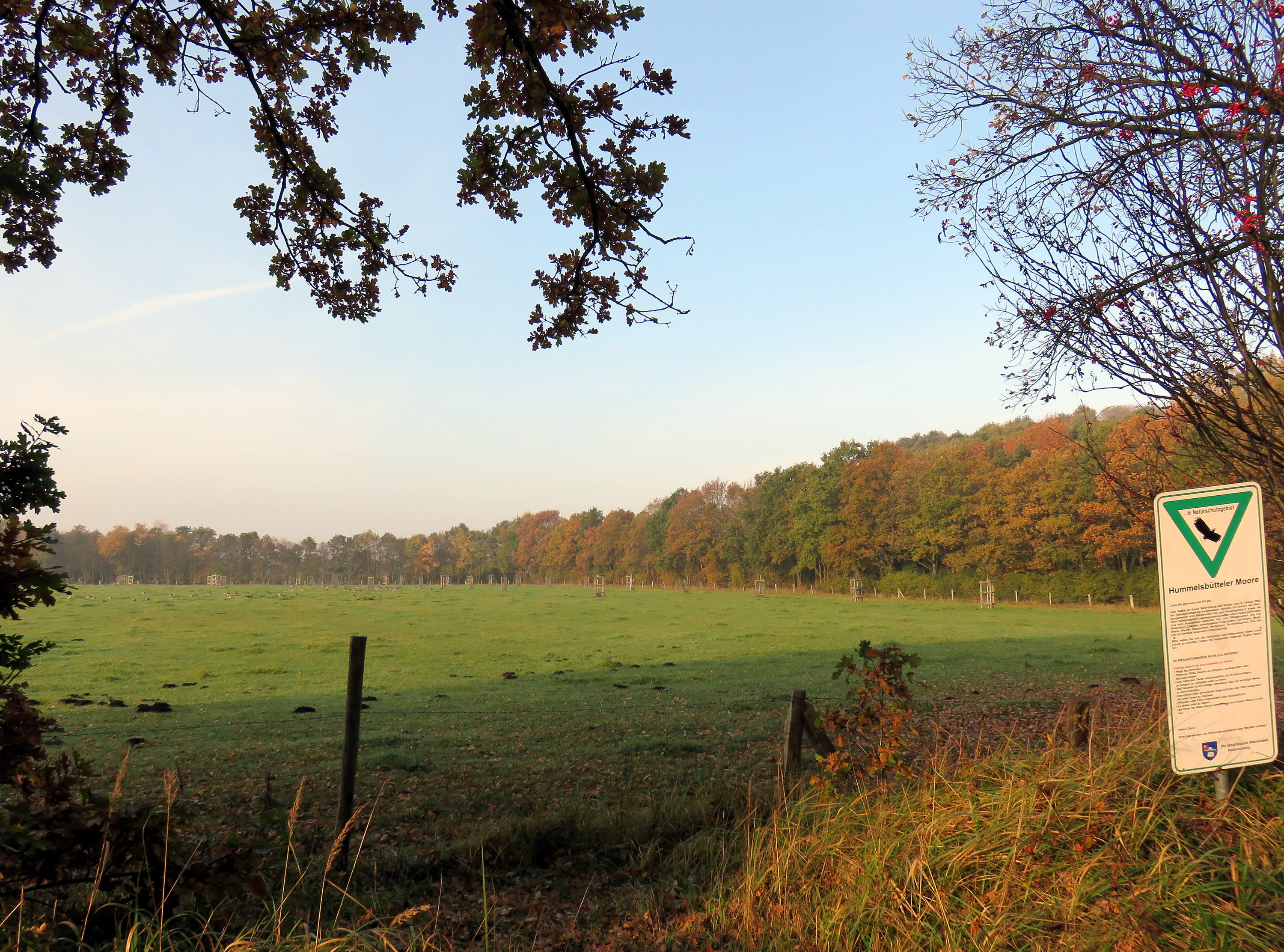
Streuobstwiese im Naturschutzgebiet Hummelsbüttler Moore nahe Müllberg
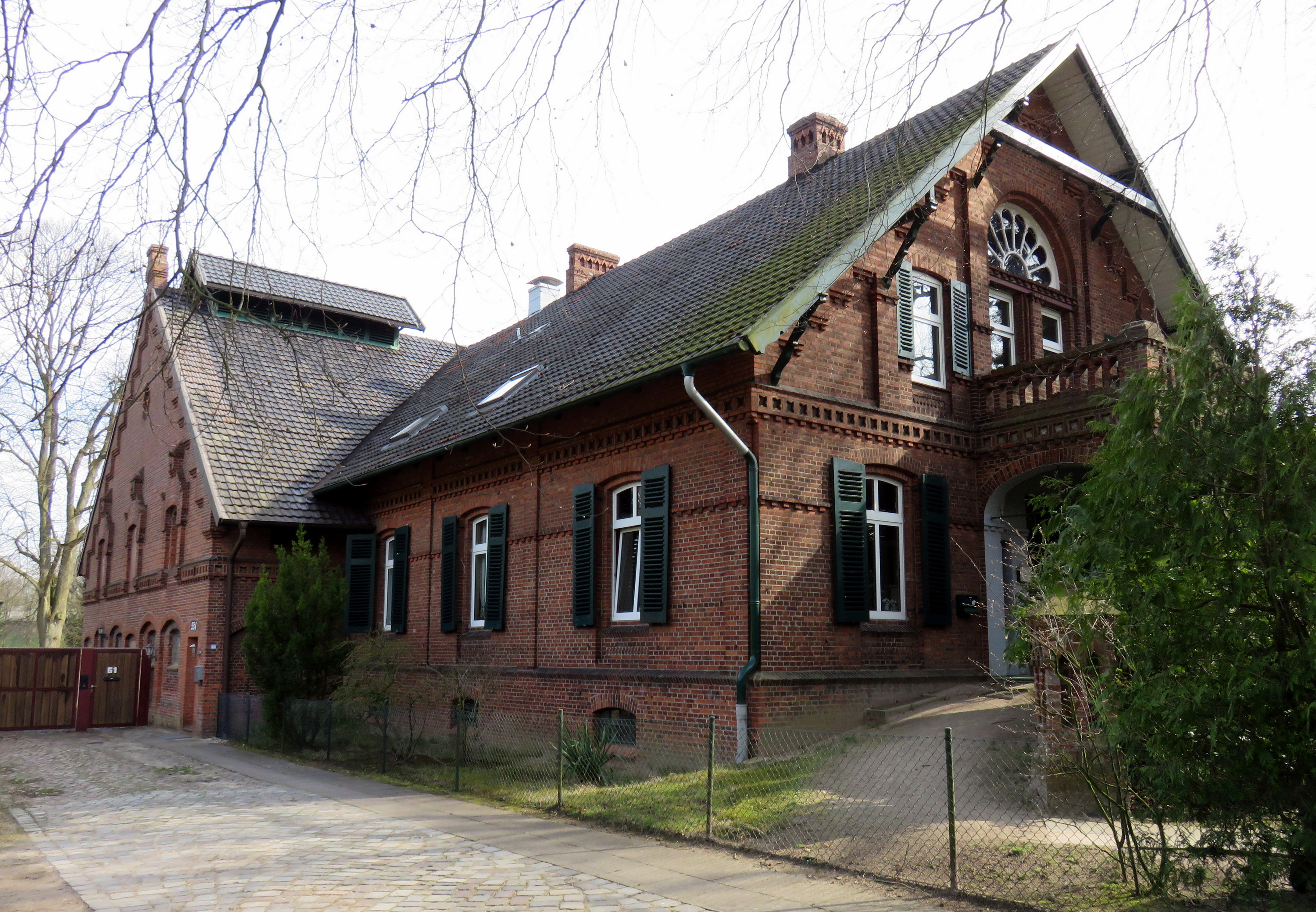
Hofanlage Poppenbütteler Weg (Baudenkmal)
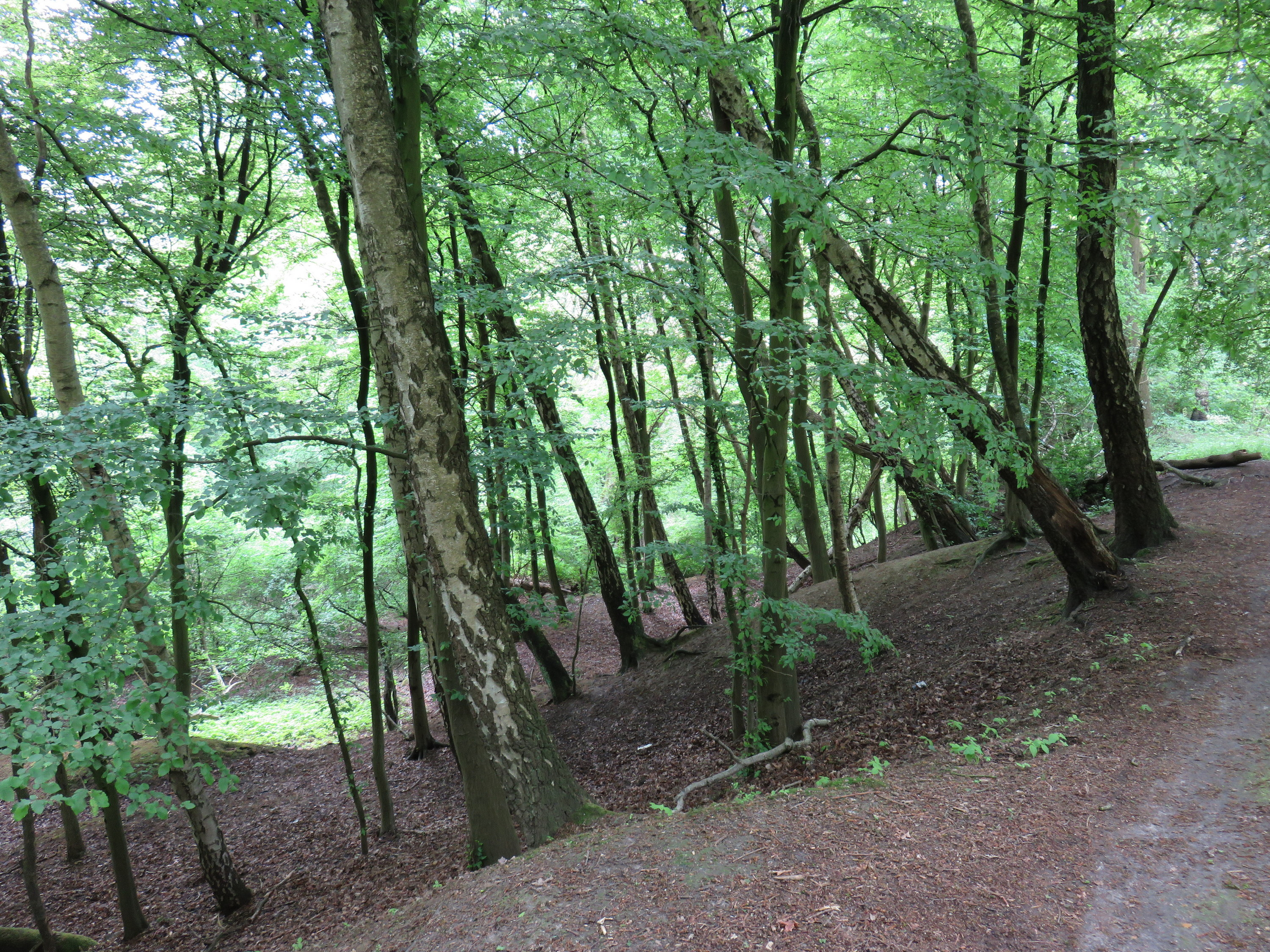
Abbruchkante im Naturdenkmal Sievertsche Tongrube

## Statistik
- Anteil der unter 18-Jährigen: 18,4 % [Hamburger Durchschnitt: 16,8 % (2023)][5]
- Anteil der Haushalte mit Kindern: 21,7 % [Hamburger Durchschnitt: 17,8 % (2023)][5]
- Anteil der über 64-Jährigen: 24,3 % [Hamburger Durchschnitt: 17,8 % (2023)][5]
- Ausländeranteil: 18,7 % [Hamburger Durchschnitt: 200,7 % (2023)][5]
- Anteil von Leistungsempfängern nach SGB II: 10,4 % [Hamburger Durchschnitt: 10,0 % (2023)][5]
- Arbeitslosenquote: 6,4 % [Hamburger Durchschnitt: 6,2 % (2023)][5]

Die durchschnittlichen jährlichen Einkünfte pro Steuerpflichtigen in Hummelsbüttel betrugen im Jahre 2020 etwa 46.493 Euro und entsprachen damit ungefähr dem Hamburger Durchschnitt (48.035 Euro).

### Bevölkerungsentwicklung
- 1937: 1.900
- 2002: 17.454
- 2004: 17.081
- 2005: 17.057
- 2011: 17.284
- 2012: 17.032
- 2013: 17.051
- 2014: 17.180
- 2015: 17.437
- 2016: 17.655
- 2017: 17.871
- 2018: 18.464
- 2019: 18.395
- 2020: 18.538
- 2023: 18.669[5]

## Politik
Für die Wahl zur Hamburgischen Bürgerschaft gehört Hummelsbüttel zum Wahlkreis Alstertal – Walddörfer.
Bei den Bürgerschaftswahlen 2025, 2020, 2015, 2011, 2008, 2004, 2001, 1997, 1993, 1991, 1987, 1986, Dezember 1982 und Juni 1982 kam es zu folgenden Ergebnissen:
| Wahljahr  | SPD    | CDU    | Grüne 1) | AfD    | Linke 2) | FDP    | Übrige    |
| --------- | ------ | ------ | -------- | ------ | -------- | ------ | --------- |
| 2025      | 38,1 % | 28,0 % | 11,7 %   | 08,1 % | 06,3 %   | 01,9 % | 05,9 %    |
| 2020      | 46,1 % | 13,3 % | 17,9 %   | 07,1 % | 05,9 %   | 04,9 % | 04,8 %    |
| 2015      | 50,5 % | 18,6 % | 07,1 %   | 06,7 % | 06,2 %   | 08,3 % | 02,6 %    |
| 2011      | 50,7 % | 25,0 % | 06,7 %   | –      | 05,1 %   | 08,2 % | 04,3 %    |
| 2008      | 33,4 % | 48,1 % | 05,6 %   | –      | 05,5 %   | 05,2 % | 02,2 %    |
| 2004      | 29,8 % | 52,9 % | 07,8 %   | –      | –        | 03,9 % | 05,6 %    |
| 2001      | 34,8 % | 30,2 % | 05,7 %   | –      | 00,5 %   | 06,1 % | 22,7 % 3) |
| 1997      | 35,2 % | 33,8 % | 11,4 %   | –      | 00,3 %   | 03,6 % | 15,7 %    |
| 1993      | 39,4 % | 27,1 % | 12,5 %   | –      | –        | 04,6 % | 16,4 % 4) |
| 1991      | 46,1 % | 37,7 % | 06,1 %   | –      | –        | 06,8 % | 03,3 %    |
| 1987      | 43,6 % | 42,4 % | 04,9 %   | –      | –        | 08,6 % | 00,6 %    |
| 1986      | 38,1 % | 46,4 % | 08,6 %   | –      | –        | 06,3 % | 00,6 %    |
| Dez. 1982 | 46,4 % | 42,8 % | 05,8 %   | –      | –        | 04,1 % | 00,3 %    |
| Jun. 1982 | 38,2 % | 47,9 % | 06,9 %   | –      | –        | 06,0 % | 01,0 %    |

Bei Wahlen zur Bezirksversammlung gehört der Stadtteil zum Wahlkreis Poppenbüttel, Hummelsbüttel. Bei Bundestagswahlen zählt Hummelsbüttel zum Bundestagswahlkreis Hamburg-Nord.

## Wirtschaft und Infrastruktur

### Bildung
Am Gymnasium Hummelsbüttel an der Hummelsbütteler Hauptstraße kann das Abitur abgelegt werden. Die ehemalige Haupt- und Realschule am Poppenbüttler Stieg ist inzwischen ein Standort der Stadtteilschule Poppenbüttel. Die einzige Grundschule befindet sich am Grützmühlenweg neben dem Gymnasium.

### Verkehr
Hummelsbüttel hat keinerlei Anbindung an das überregionale Autobahn- oder Bundesstraßennetz. Ebenso gibt es keine direkte Anbindung an das U- oder S-Bahn-Netz. Mehrere Haltestellen der Linien U1 und S1 liegen zwar in der Nähe, aber nicht direkt im Stadtteil, so dass folgende Bus-Linien für die Abdeckung des Stadtteils sorgen:
- 24 (Bahnhof Rahlstedt → U Niendorf Markt) (Metrobuslinie)
- 172 (Mundsburger Brücke → Lentersweg, Hummelsbüttel)
- 174 (U / S Ohlsdorf → U Volksdorf)
- 178 (U Garstedt → S Poppenbüttel)
- 179 (U Borgweg → S Poppenbüttel)
- 193 (U Garstedt → Lademannbogen (Ost) / (West))
- 607 (S Reeperbahn → S Poppenbüttel) (Nachtbus)

## Kultur und Sehenswürdigkeiten
In der Großsiedlung Lentersweg hat sich die IGL Interessengemeinschaft um den Lentersweg e. V. nach dem Entstehen der Siedlung gebildet. Die Aufgabe ist die Förderung der Stadtteilkultur und die Jugendarbeit. Nach anfänglichen Problemen hat die IGL seit 2010 ein eigenes Haus an der Flughafenstraße.
Auf einem über 8 ha großen Areal am Rande der Hummelsbüttler Feldmark unterhält der gemeinnützige HSN e. V. (Hamburger Sport und Naturismus e. V.) ein naturbelassenes Gelände, auf dem man sich vom Alltagsstress erholen und vielseitigen Sport treiben kann. Vereins- und Verbandsmitgliedern (DFK und INF) stehen 2 Badeseen, Sport- und Spielplätze, Liegewiesen, ca. 80 Stellplätze für Wohnwagen, ein Vereinshaus, Sanitäranlagen (eine für Behinderte), Sauna und Jugendhütte zur Verfügung. Auch Nichtmitglieder können einen Tagesaufenthalt auf dem Gelände genießen oder eine Schnuppermitgliedschaft für 3 Monate nutzen.

### Natur

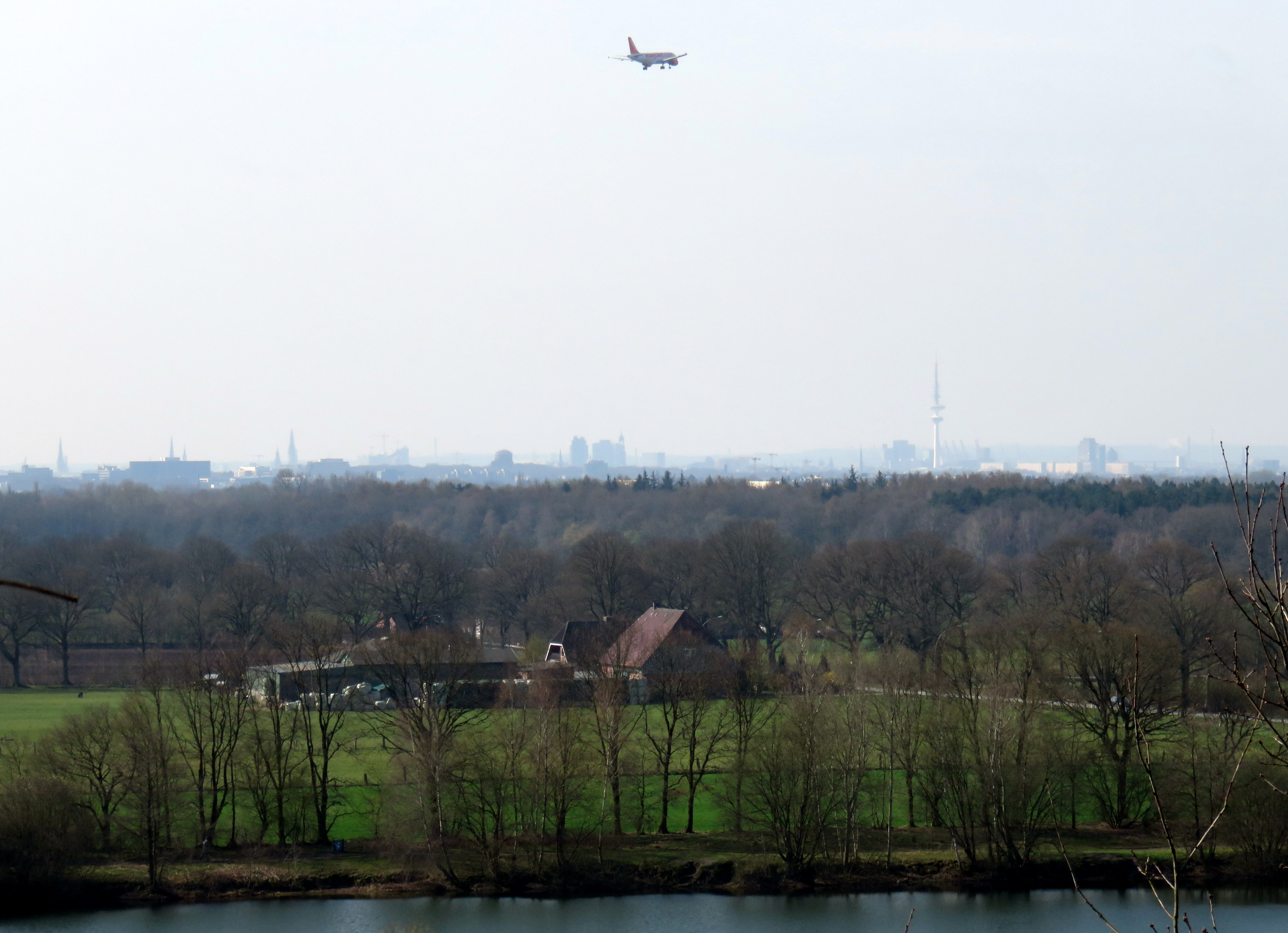
Ausblick vom Müllberg auf die Hamburger Skyline

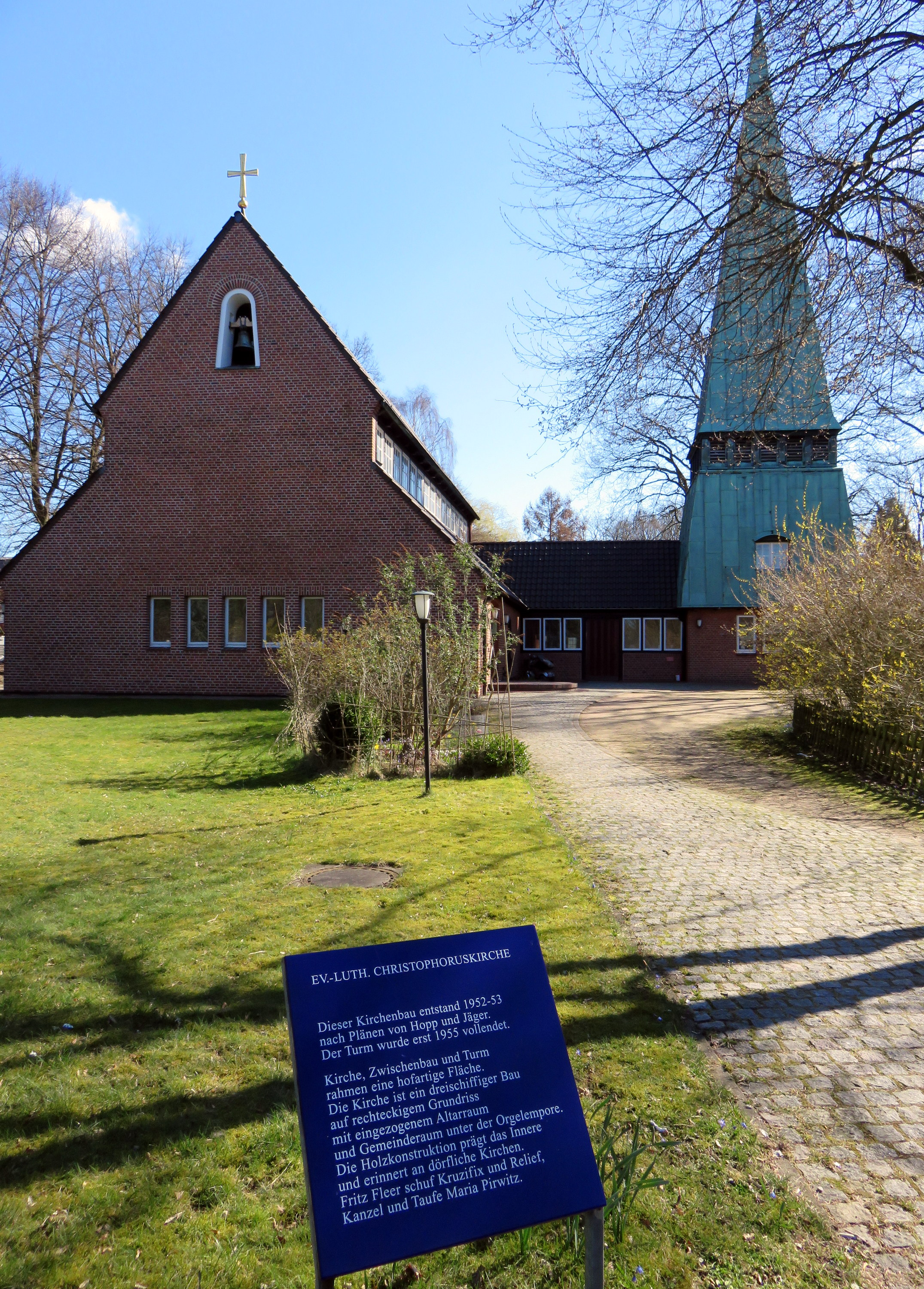
Christophoruskirche Poppenbüttler Stieg (Baudenkmal)

Ein Großteil der Fläche Hummelsbüttels ist unter Schutz gestellt. Zu diesen Schutzgebieten gehören:
- Das Naturdenkmal Sievertsche Tongrube: In der ehemaligen Tongrube in Hummelsbüttel sind marine und limnische Ablagerungen der Holstein-Warmzeit erhalten geblieben.
- Die Naturschutzgebiete Raakmoor und Hummelsbüttler Moore: Beide sind über das Landschaftsschutzgebiet verbunden mit dem NSG Wittmoor im benachbarten Stadtteil Lemsahl-Mellingstedt.

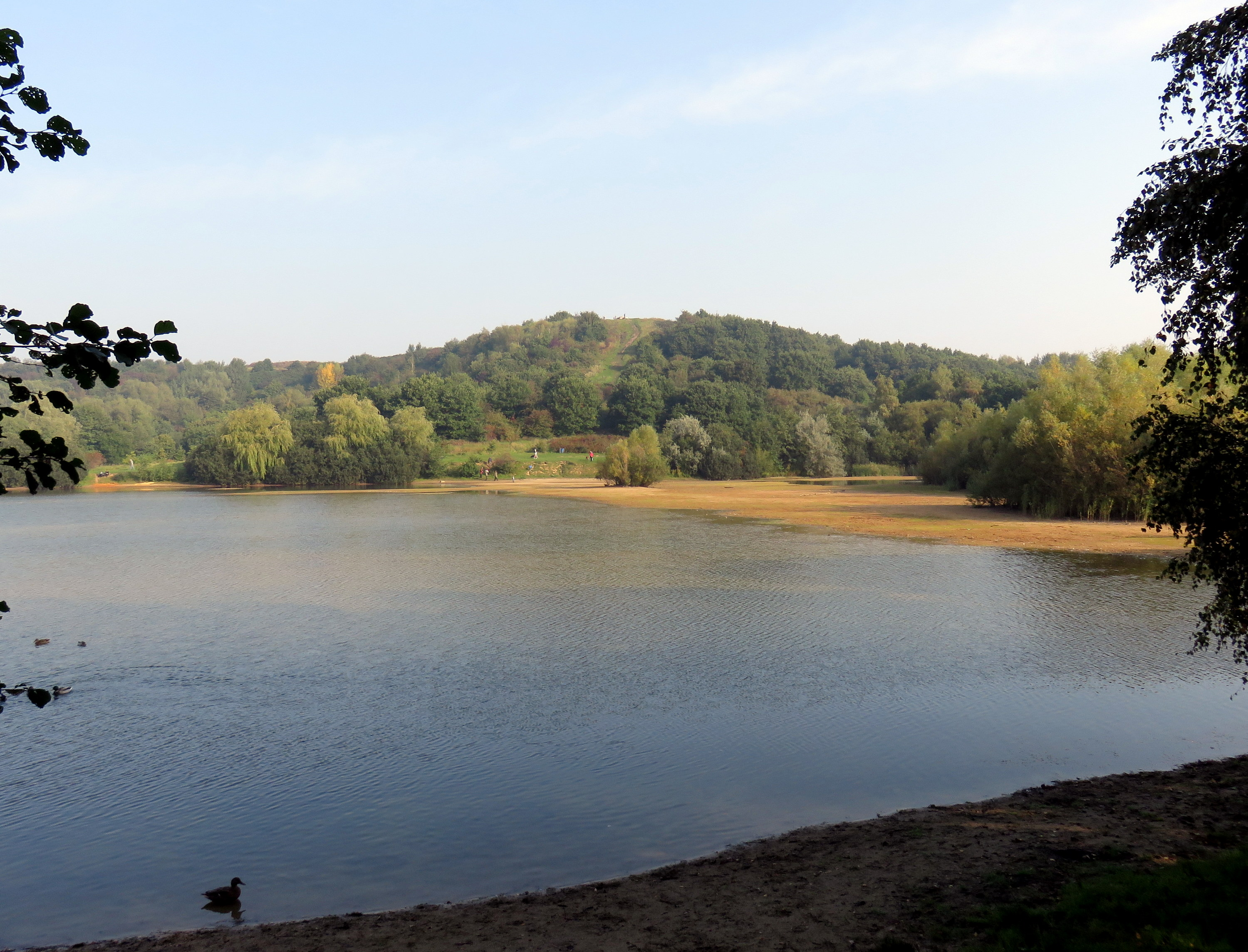
Müllberg und Hummelsee

- Das großräumige Landschaftsschutzgebiet mit der Hummelsbüttler Feldmark: Hummelsbüttel hat immer noch eine Feldmark, die von drei Landwirten bewirtschaftet wird. Sie wird vom Straßenzug des Ring 3 im Süden, dem Naturschutzgebiet Raakmoor im Westen, der Großsiedlung Tegelsbarg im Osten und der Grenze zum Norderstedter Stadtteil Glashütte im Norden begrenzt. Die Feldmark, das Raakmoor und der im nördlichsten Zipfel gelegene ehemalige Müllberg mit dem Hummelsee genannten ehemaligen Baggerteich sind Landschaftsschutzgebiet[8] und beliebtes Naherholungsgebiet. Die Feldmark ist für die Stadt Hamburg eine wichtige Kaltluftleitbahn = Strömungskorridor und Biotopverbundfläche. Vom 76 Meter hohen Berg hat man Sicht auf die Skyline von Hamburg bis hin zu den Harburger Bergen und weit in die Schleswig-holsteinischen Kreise Segeberg und Stormarn hinein. Auch der Koalitionsvertrag zwischen SPD und Grünen 2015–2020[9] bringt auf Seite 64 die Bedeutung der Feldmark zum Ausdruck. Der Senat hat 2016 beschlossen, für einen Teil der Feldmark den Landschaftsschutz aufzuheben und dort 364 Wohnungen in 4-geschossigen Bauten zu erstellen.
  - Den Erhalt der Feldmark hat sich die 2013 gegründete Initiative „Grüne Zukunft für die Hummelsbüttler Müllberge“ zum Ziel gesetzt.[10]
  - Auch der im Januar 2016 gegründete „Verein zur Erhaltung der Hummelsbütteler Feldmark e. V.“[11] hat sich den Landschafts- und Umweltschutz, insbesondere in Bezug auf die Erhaltung der Hummelsbütteler Feldmark zum Ziel gesetzt. Dieses soll sichergestellt werden durch Maßnahmen zur Landschaftspflege, durch die Vielfalt, Eigenart und die nachhaltige Nutzung der Naturgüter.

Im November 2016 haben sich diverse Bürger und Vereine zum „Hamburger Landschafts- und Klimaschutzverband (HLKV)“ zusammengeschlossen. Der HLKV ist ein überparteilicher Zusammenschluss, der sich für Landschafts-, Umwelt-, Klima- und Naturschutz – auch in Hummelsbüttel – einsetzt. Die rechtliche Stellung als Verband eröffnet mehr Möglichkeiten im Dialog mit Senat und den Behörden.

### Kirche
Auf dem Gelände Poppenbüttler Stieg 25/29 wurde von den Hamburger Architekten Hopp und Jäger die evangelisch-lutherische Christophoruskirche erbaut: zunächst 1952–1953 das basilikaartige Kirchenschiff, 1954 das gegenüberliegende Pastorat, 1954–1955 der solitäre Turm mit einem Verbindungsbau sowie schließlich 1966 hinter dem Kirchengebäude das freistehende Gemeindehaus. Die gesamte Anlage ist denkmalgeschützt gemäß Liste der Kulturdenkmäler in Hamburg-Hummelsbüttel. Im Innern der Kirche befinden sich Kruzifix und Meditationstafel-Relief des Bildhauers Fritz Fleer (1953), Kanzel und Taufsockel als Holzintarsienarbeit der Bildhauerin Maria Pirwitz (1960), „Osterleuchter“ von Fritz Fleer (1969). Neben der Kircheneingangstür an der Außenwand die Christophorusfigur nach dem Entwurf von Otto Wulk, Ausführung durch Neumann, Hamburg (1962). Im Gemeindezentrums im Foyer eine Plastik von Maria Pirwitz (1973) und im mittleren Clubraum ein gewebter Wandteppich von Max Olderock (1973).
1967 wurde das benachbarte evangelisch-lutherische Alten- und Pflegeheim „Christophorus Haus“ eingeweiht.

### Sport
Der Hummelsbütteler Sport-Verein spielte in den 1980er Jahren in der Fußball-Oberliga-Nord, der damals dritthöchsten deutschen Spielklasse.
Besonders im Tischtennis ist der Oberalster VfW erfolgreich. Die Damen-Mannschaft spielte in den 1970er Jahren in der ersten Bundesliga (derzeit Hamburg-Liga), die Herren-Mannschaft spielte zuletzt in der Saison 2004/05 in der zweiten Bundesliga (derzeit in der Oberliga Nord). Spielort ist die vereinseigene Sporthalle am Hermann-Ruge-Weg an der Grenze zu Fuhlsbüttel.
Im Alstertal, an der Alten Landstraße, liegen die Sportplätze des UHC (Uhlenhorster Hockey-Club). Die Hockeymannschaften spielen regelmäßig recht erfolgreich um deutsche Meisterschaften mit, und es finden Tennisturniere mit internationaler Beteiligung statt.